# Bologna FC 1909
Bologna F.C. 1909 talijanski je nogometni klub iz Bologne. Trenutačno se natječe u Serie A.

## Povijest
Klub je osnovan 3. listopada 1909. godine. Kao službeno mjesto osnutka navodi se bolonjska pivnica Ronzani u ulici Spaderie. Do sada su sedam puta osvajali Serie A (posljednji put 1964. godine), te su šesti najuspješniji klub lige svih vremena. Uz to, triput su osvajali talijanski kup, te jedanput Intertoto kup. Zbog boje dresova, nadimak im je rossoblu ("crveno-plavi"), a svoje domaće utakmice igraju na stadionu Renato Dall'Ara, nazvanog po bivšem predsjedniku kluba.

## Klupski uspjesi

### Domaći uspjesi
- Serie A
  - Prvak (7): 1924./25., 1928./29., 1935./36., 1936./37., 1938./39., 1940./41., 1963./64.
- Serie B
  - Prvak (2): 1987./88., 1995./96.
- Serie C
  - Prvak (1): 1994./95.
- Coppa Italia
  - Osvajač (3): 1969./70., 1973./74., 2024./25.

### Međunarodni uspjesi
- Mitropa kup
  - Osvajač (3): 1932., 1934., 1961.
- UEFA Intertoto kup
  - Osvajač (1): 1998.
- Anglo-talijanski Liga kup
  - Osvajač (1): 1970.
- Tournoi de Paris
  - Osvajač (1): 1937.

## Predsjednici kluba
| Predsjednik                        | Period        |
| ---------------------------------- | ------------- |
| Louis Rauch                        | 1909. – 1910. |
| Pio Borghesani                     | 1910.         |
| Emilio Arnstein                    | 1910.         |
| Domenico Gori                      | 1910. – 1912. |
| Rodolfo Minelli                    | 1912. – 1919. |
| Cesare Medica                      | 1919. – 1921. |
| Angelo Sbarberi                    | 1921. – 1922. |
| Antonio Turri                      | 1922.         |
| Ruggero Murè (Počasni predsjednik) | 1923.         |
| Enrico Masetti                     | 1923. – 1925. |
| Paolo Graziani                     | 1925. – 1928. |
| Gianni Bonaveri                    | 1928. – 1934. |
| Renato Dall'Ara                    | 1934. – 1964. |
| Luigi Goldoni                      | 1964. – 1968. |

| Predsjednik               | Period        |
| ------------------------- | ------------- |
| Raimondo Venturi          | 1968. – 1970. |
| Filippo Montanari         | 1970. – 1972. |
| Luciano Conti             | 1972. – 1979. |
| Tommaso Fabbretti         | 1979. – 1983. |
| Giuseppe Brizzi           | 1983. – 1985. |
| Luigi Corioni             | 1985. – 1991. |
| Piero Gnudi               | 1991. – 1993. |
| Giuseppe Gazzoni Frascara | 1993. – 2002. |
| Renato Cipollini          | 2002. – 2005. |
| Alfredo Cazzola           | 2005. – 2008. |
| Francesca Menarini        | 2008. – 2011. |
| Albano Guaraldi           | 2011. – 2014. |
| Joe Tacopina              | 2014. – 2015. |
| Joey Saputo               | 2014. –       |

## Poznati bivši igrači
| - Francesco Antonioli - Pietro Arcari - Roberto Baggio - Mauro Bellugi - Stefano Bettarini - Amedeo Biavati - Jonathan Binotto - Giacomo Bulgarelli - Antonio Cabrini - Aldo Campatelli - Gino Cappello - Carlo Ceresoli - Cesarino Cervellati - Alessandro Diamanti - Romano Fogli - Davide Fontolan - Federico Giunti - Tomas Locatelli - Roberto Mancini - Enzo Maresca - Giancarlo Marocchi - Paolo Negro - Ezio Pascutti |  | - Eraldo Pecci - Marino Perani - Gino Pivatelli - Raffaele Sansone - Giuseppe Savoldi - Angelo Schiavio - Giuseppe Signori - Stefano Torrisi - Paride Tumburus - Nicola Ventola - Cristian Zaccardo - Alessandro Gamberini - Emiliano Moretti - Gianluca Pagliuca - Julio Ricardo Cruz - Andrés Guglielminpietro - Humberto Maschio - Stéphane Demol - Luis Oliveira - Luciano Siqueira de Oliveira (Eriberto) - Geovani Silva - Lima - Matuzalém |  | - Luis Vinicio - Zé Elias - Nikolaj Iliev - Harald Nielsen - Theodoros Zagorakis - Ljubo Benčić - Frane Matošić - Bernard Vukas - Hidetoshi Nakata - Lajos Detari - Helmut Haller - Herbert Waas - Igor Koljvanov - Igor Šalimov - Massimo Bonini - Mohammed Kallon - Vlada Avramov - Ivan Radovanović - Vlado Šmit - Kennet Andersson - Klas Ingesson - Kubilay Türkyilmaz - Michele Andreolo - Eraldo Monzeglio - Hector Puricelli |

## Vanjske poveznice
- Službena stranica (tal.)